# Strategic Organizing Center
Het Strategic Organizing Center (SOC) is een samenwerkingsverband van vakbonden in de Verenigde Staten. Onder de naam Change to Win Federation werd de federatie in 2005 opgericht als alternatief voor de AFL-CIO, die men niet sterk en vooruitstrevend genoeg vond. Oorspronkelijk telde de Change to Win Federation, dat sterk inzet op het organizing-model, zeven bonden. Tussen 2009 en 2013 verlieten vier bonden de federatie en sloten de meeste zich opnieuw aan bij AFL-CIO. Anno 2024 zijn enkel de Service Employees International Union (SEIU), de United Farm Workers (UFW) en de Communications Workers of America (CWA) aangesloten bij het SOC.